# Trumann
Trumann is een plaats (city) in de Amerikaanse staat Arkansas, en valt bestuurlijk gezien onder Poinsett County.

## Demografie
Bij de volkstelling in 2000 werd het aantal inwoners vastgesteld op 6889.
In 2006 is het aantal inwoners door het United States Census Bureau geschat op 6831, een daling van 58 (-0,8%).

## Geografie
Volgens het United States Census Bureau beslaat de plaats een oppervlakte van
12,4 km², geheel bestaande uit land. Trumann ligt op ongeveer 69 m boven zeeniveau.

## Plaatsen in de nabije omgeving
De onderstaande figuur toont nabijgelegen plaatsen in een straal van 24 km rond Trumann.